# Rein Hummel
Reinder Pieter (Rein) Hummel (Hoensbroek, 22 januari 1947 - Heerlen, 29 oktober 2013) was een Nederlands politicus van de PvdA. Hij was Tweede Kamerlid van 1982 tot 1989 en fractievoorzitter van de PNL in de Provinciale Staten van Limburg.
Hummel volgde na de mulo een opleiding M.O.-economie in het Hoger beroepsonderwijs. Na zijn opleiding was hij enkele jaren directeur van een administratiekantoor. Zijn politieke debuut maakte hij in de gemeenteraad van Hoensbroek. Naast het lidmaatschap van de gemeenteraad was Hummel wethouder van Hoensbroek. Beide functies vervulde hij van 5 september 1978 tot 1 januari 1982. Hierna was hij korte tijd lid van de gemeenteraad van zijn geboorteplaats Heerlen.
Van 16 september 1982 tot 14 september 1989 was Hummel lid van de Tweede Kamer. Hij werd woordvoerder financiën, lagere overheden en volkshuisvesting van de PvdA in de Kamer. Na enkele jaren als Tweede Kamerlid brak hij met de PvdA en begon hij deze partij te bestrijden als Statenlid van Limburg en raadslid van de Stadspartij van Heerlen. Na een conflict met deze partij verliet Hummel de Stadspartij en richtte een eenmansfractie op, Leefbaar Heerlen. Met deze partij bereikte hij op de vleugels van de Leefbaarbeweging in 2002 een enorm electoraal succes. Hij ging naar zes zetels. In die periode kwam het ook bijna tot coalitiedeelname. In 2006 viel de partij terug naar drie zetels en in 2010 naar twee zetels. Hummel was van plan om zich bij de raadsverkiezingen van 2014 aan te sluiten bij de RPN van Christian Petermann.
Hummel stond bekend om zijn scherpe wijze van debatteren, zijn dossierkennis en zijn nadruk op procedures in het raadswerk.
Hummel overleed na een kort ziekbed op 66-jarige leeftijd in het Atrium Medisch Centrum in Heerlen.
- Biografisch Portaal: 48554367
- Parlement.com: vg09llncs2zy